# 西蒙·措勒
西蒙·措勒（德語：Simon Zoller；1991年6月26日—）是一位德國足球運動員。在場上的位置是前鋒。現效力於德乙球隊聖保利，曾效力於凱沙羅頓足球會。

## 個人生活
佐勒於2016年11月12日與電視節目主持人勞拉·旺托拉結婚。勞拉是記者、前雲達不萊梅體育會監事會成員約格·旺托拉的女兒。

## 榮譽

### 球會
波鴻
- 德國足球乙級聯賽冠軍：2020–21賽季[3]

## 外部連結
- {{Soccerbase}} template missing ID and not present in Wikidata.
- Soccerway資料庫：西蒙·措勒